# Weidenwang
Weidenwang ist ein Gemeindeteil der Stadt Berching im Landkreis Neumarkt in der Oberpfalz. Das Kirchdorf liegt am heutigen Main-Donau-Kanal. Im Ort steht die Pfarrkirche St. Willibald, welche mittlerweile von Pollanten versorgt wird.

## Geschichte
Die erste Kirche wurde in der Zeit zwischen 1057 und 1075 durch den Eichstätter Bischof Gundekar II. geweiht. 1282 gab es im Ort eine Reichsministerialenburg, welche Gerhardus von Weidenwang übergeben war. Hyltpolden von dem Stein kaufte 1318 die halbe Burg für das Kloster Seligenporten von Chunrat dem Loter. Von 1663 bis 1682 wurde ein neuer Pfarrhof gebaut. 1760 begann der Neubau der heutigen Kirche. Deren Weihe fand am 14. Mai 1763 statt. 1832 wurde der heutige Pfarrhof gebaut. 1835 brannten in einer Brandkatastrophe 32 Häuser nieder. 1870 erfolgte die Gründung der Freiwilligen Feuerwehr.
1933 hatte Weidenwang 202 Einwohner und 1939 200 Einwohner. Am 1. Juli 1972 wurde Weidenwang nach Berching eingemeindet.